# Phyllanthus paxianus
Phyllanthus paxianus là một loài thực vật có hoa trong họ Diệp hạ châu. Loài này được Dinter miêu tả khoa học đầu tiên năm 1926.